# Ouéllé (Burkina Faso)
Pour les articles homonymes, voir Ouéllé.
Ouéllé est une commune située dans le département de Kiembara de la province du Sourou au Burkina Faso.

## Éducation et santé
La commune accueille un dispensaire isolé.